# Nekrolog 4. Quartal 1996
Nekrolog
◄◄
| ◄
| 1992
| 1993
| 1994
| 1995
| 1996 | 1997 | 1998 | 1999 | 2000 | ► | ►►
1. Quartal |
2. Quartal |
3. Quartal |
4. Quartal 1996
Weitere Ereignisse | Allgemeiner Nekrolog 1996
Die Beschreibung der verstorbenen Person sollte so kurz wie möglich gehalten sein und nur deren signifikante Tätigkeit(en) enthalten.
Neue Namen ggf. auch unter dem Geburts- und Sterbedatum, also etwa unter 1. Januar und im Geburts- und Sterbejahr (2024) eintragen (nur bei entsprechender großer Wichtigkeit). Für Beispiele siehe die schon vorhandenen Artikel.
Außerdem über die fünf zuletzt Verstorbenen, zu denen es einen ausreichend guten Artikel für eine Präsentation auf der Hauptseite gibt, nach der todesbedingten Überarbeitung der Artikel ggf. auch unter Wikipedia Diskussion:Hauptseite informieren und sie am besten auch in den anderen Wikipedia-Sprachversionen eintragen. Tipp: Regelmäßig bei news.google.de nach „ist tot“, „gestorben“ oder „verstorben“ suchen.
Wenn eine Person gestorben ist, gibt es viele Seiten zu dieser Person in der Wikipedia, die davon auch betroffen sind und entsprechend aktualisiert werden müssen. Beispiele: Namenübersichtsseite, Geburtsjahr, Geburtsort-Seiten und viele mehr.
Wie finde ich die betroffenen Seiten?
Im Suchfeld auf der linken Seite gibt man den Suchbegriff so ein: „Vorname Nachname“. Dann klickt man auf Volltext und alle Seiten mit entsprechendem Suchtext werden aufgerufen. Hier sieht man dann schnell, wo auch das Todesjahr Sinn macht oder sogar ein Teil des Artikels angepasst werden muss. Auch hilft das „Werkzeug“ auf der linken Seite sehr gut, um solche Seiten aufzufinden: „Links auf diese Seite“. Somit ist die Wikipedia wieder aktuell in allen Bereichen! Hinweis: bei Eintragung der Kategorie „Gestorben JAHR“ wird der Missbrauchsfilter 49 ausgelöst, was jedoch nicht schlimm ist. Siehe: Spezial:Missbrauchsfilter/49
Dies ist eine Liste von im vierten Quartal 1996 verstorbenen bekannten Persönlichkeiten. Die Einträge erfolgen innerhalb der einzelnen Daten alphabetisch sortiert. Tiere sind im Nekrolog für Tiere zu finden.

## Oktober
| Tag         | Name                                 | Beruf, bekannt als                                                                                              | Alter | Beleg |
| ----------- | ------------------------------------ | --- | ----- | ----- |
| 1. Oktober  | Raymond Herb                         | US-amerikanischer Physiker                                                                                      | 88    |       |
| 1. Oktober  | Pat McGeown                          | nordirischer Hungerstreikender, Mitglied der IRA                                                                | 40    |       |
| 1. Oktober  | Herbert Seifert                      | deutscher Mathematiker und Hochschullehrer                                                                      | 89    |       |
| 1. Oktober  | Alfred Vogel                         | Schweizer Heilpraktiker und Pharma-Unternehmer                                                                  | 93    |       |
| 2. Oktober  | Helmut Artzinger                     | deutscher Jurist und Politiker (CDU), MdB, MdEP                                                                 | 84    |       |
| 2. Oktober  | Robert Bourassa                      | kanadischer Politiker                                                                                           | 63    |       |
| 2. Oktober  | Peter J. Brennan                     | US-amerikanischer Politiker                                                                                     | 78    |       |
| 2. Oktober  | Joonas Kokkonen                      | finnischer Komponist                                                                                            | 74    |       |
| 2. Oktober  | Emiel van Lennep                     | niederländischer Beamter                                                                                        | 81    |       |
| 2. Oktober  | Andrei Lukanow                       | bulgarischer Politiker und Ministerpräsident                                                                    | 58    |       |
| 2. Oktober  | Hans Schrödter                       | deutscher Jurist                                                                                                | 85    |       |
| 2. Oktober  | Wolfgang Vogel                       | deutscher Mathematiker                                                                                          | 56    |       |
| 3. Oktober  | Jakub Fiszman                        | deutscher Geschäftsmann                                                                                         | 40    |       |
| 3. Oktober  | Arturo Gatica                        | chilenischer Sänger                                                                                             | 75    |       |
| 3. Oktober  | George Kubler                        | US-amerikanischer Kunsthistoriker                                                                               | 84    |       |
| 3. Oktober  | Palle Lauring                        | dänischer Historiker und Schriftsteller                                                                         | 86    |       |
| 3. Oktober  | Friedrich Rahardt                    | deutscher Politiker (CDU), MdHB und Rechtsanwalt                                                                | 76    |       |
| 4. Oktober  | Humphrey Atkins                      | britischer Politiker (Conservative Party), Mitglied des House of Commons                                        | 74    |       |
| 4. Oktober  | Stephen J. Friedman                  | US-amerikanischer Filmproduzent                                                                                 | 59    |       |
| 4. Oktober  | Tim N. Gidal                         | deutsch-israelischer Fotograf                                                                                   |       |       |
| 4. Oktober  | Masaki Kobayashi                     | japanischer Drehbuchautor und Regisseur                                                                         | 80    |       |
| 4. Oktober  | Hermod Lannung                       | dänischer Jurist und Politiker                                                                                  | 100   |       |
| 4. Oktober  | Ahmad Muhammad Numan                 | jemenitischer Politiker                                                                                         | 87    |       |
| 4. Oktober  | Silvio Piola                         | italienischer Fußballspieler                                                                                    | 83    |       |
| 4. Oktober  | Alfred Pöllath                       | deutscher Politiker (BP), MdL                                                                                   | 79    |       |
| 4. Oktober  | Eustace Roskill, Baron Roskill       | britischer Jurist, Staatsbediensteter und Life Peer                                                             | 85    |       |
| 4. Oktober  | Alma Routsong                        | US-amerikanische Schriftstellerin                                                                               | 71    |       |
| 5. Oktober  | Seymour Cray                         | US-amerikanischer Informatiker                                                                                  | 71    |       |
| 5. Oktober  | Richard Kröll                        | österreichischer Skirennläufer                                                                                  | 28    |       |
| 5. Oktober  | Arnold van Mill                      | niederländischer Opernsänger                                                                                    | 75    |       |
| 5. Oktober  | Hans Nowotny                         | österreichischer Chemiker                                                                                       | 85    |       |
| 6. Oktober  | Ted Daffan                           | US-amerikanischer Countrysänger                                                                                 | 84    |       |
| 6. Oktober  | Gunther Erdmann                      | deutscher Komponist                                                                                             | 57    |       |
| 6. Oktober  | Harry Glickman                       | US-amerikanischer Geiger                                                                                        | 86    |       |
| 6. Oktober  | Robert Jührs                         | deutscher SS-Unterscharführer und an der „Aktion T4“ und „Aktion Reinhardt“ beteiligt                           | 84    |       |
| 6. Oktober  | Forrest C. Pogue                     | US-amerikanischer Historiker                                                                                    | 84    |       |
| 6. Oktober  | Marjorie Shostak                     | US-amerikanische Ethnologin                                                                                     | 51    |       |
| 6. Oktober  | Wolfram von Soden                    | deutscher Altorientalist                                                                                        | 88    |       |
| 7. Oktober  | Vladimir Kaspé                       | mexikanischer Architekt                                                                                         | 86    |       |
| 7. Oktober  | Viktor Reimann                       | österreichischer Journalist, Schriftsteller und Politiker (VdU), Abgeordneter zum Nationalrat                   | 81    |       |
| 7. Oktober  | Werner Scheffel                      | deutscher Bildhauer und Grafiker                                                                                |       |       |
| 8. Oktober  | Mignon G. Eberhart                   | US-amerikanische Krimiautorin                                                                                   | 97    |       |
| 8. Oktober  | Paula Embacher                       | österreichische Geodätin                                                                                        | 87    |       |
| 8. Oktober  | Geoffrey Finsberg                    | britischer Politiker (Conservative Party), Mitglied des House of Commons                                        | 70    |       |
| 8. Oktober  | Alfred E. Johann                     | deutscher Journalist und Reiseschriftsteller                                                                    | 95    |       |
| 8. Oktober  | Francis D. Lyon                      | US-amerikanischer Filmregisseur und Filmeditor                                                                  | 91    |       |
| 8. Oktober  | David Miller                         | kanadischer Eishockeyspieler                                                                                    | 70    |       |
| 8. Oktober  | Marcel Nicolet                       | belgischer Geo- und Astrophysiker                                                                               | 84    |       |
| 8. Oktober  | William Prince                       | US-amerikanischer Schauspieler                                                                                  | 83    |       |
| 8. Oktober  | Herbert Steding                      | deutscher Politiker (SPD)                                                                                       | 66    |       |
| 9. Oktober  | Marland Pratt Billings               | US-amerikanischer Geologe                                                                                       | 94    |       |
| 9. Oktober  | Hans-Georg Fernis                    | deutscher Historiker und Schulleiter                                                                            | 86    |       |
| 9. Oktober  | Walter Kerr                          | US-amerikanischer Theaterkritiker, Autor, Regisseur und Dramatiker                                              | 83    |       |
| 9. Oktober  | Otto Krapp                           | deutscher Jurist und Politiker (Zentrum), MdL                                                                   | 93    |       |
| 9. Oktober  | Edmund Mach                          | österreichischer Lyriker                                                                                        | 67    |       |
| 9. Oktober  | Josiah Majekodunmi                   | nigerianischer Hochspringer                                                                                     | 69    |       |
| 9. Oktober  | Hans Pexa                            | österreichischer Politiker (SPÖ), Präsident des Salzburger Landtages                                            | 77    |       |
| 9. Oktober  | Aleksandar Popovic                   | jugoslawischer Schriftsteller                                                                                   | 66    |       |
| 9. Oktober  | Joachim Wohlgemuth                   | deutscher Schriftsteller                                                                                        | 64    |       |
| 9. Oktober  | Harry D. Yates                       | US-amerikanischer Offizier, Bankier und Politiker                                                               | 93    |       |
| 10. Oktober | Karl Blühm                           | österreichischer Theater- und Filmschauspieler                                                                  | 85    |       |
| 10. Oktober | Peter Egede                          | grönländischer Kaufmann und Landesrat                                                                           | 88    |       |
| 10. Oktober | Dieter Fischdick                     | deutscher Fußballfunktionär und Politiker (SPD)                                                                 | 58    |       |
| 10. Oktober | Coya Knutson                         | US-amerikanische Politikerin                                                                                    | 84    |       |
| 10. Oktober | James J. Lander                      | US-amerikanischer Experimentalphysiker                                                                          | 82    |       |
| 11. Oktober | Lars Valerian Ahlfors                | finnisch-US-amerikanischer Mathematiker                                                                         | 89    |       |
| 11. Oktober | Gisela Bonn                          | deutsche Journalistin                                                                                           | 87    |       |
| 11. Oktober | Johnny Costa                         | amerikanischer Jazzmusiker (Piano, Orgel, Komposition, Arrangement)                                             | 74    |       |
| 11. Oktober | Pierre Grimal                        | französischer Altphilologe und Althistoriker                                                                    | 83    |       |
| 11. Oktober | Ewald Harndt                         | deutscher Zahnmediziner, Rektor der Freien Universität Berlin                                                   | 95    |       |
| 11. Oktober | Robert Maier                         | deutscher Richter und Politiker (CDU)                                                                           | 65    |       |
| 11. Oktober | Carlos Mancheno                      | ecuadorianischer Militär, Diktator                                                                              | 94    |       |
| 11. Oktober | Edith Penrose                        | britische Ökonomin                                                                                              | 81    |       |
| 11. Oktober | Oskar Reck                           | Schweizer Journalist und Publizist                                                                              | 76    |       |
| 11. Oktober | Renato Russo                         | brasilianischer Sänger und Komponist                                                                            | 36    |       |
| 11. Oktober | Edwin Spanier                        | US-amerikanischer Mathematiker und Hochschullehrer                                                              | 75    |       |
| 11. Oktober | William Vickrey                      | US-amerikanischer Nobelpreisträger und Ökonom                                                                   | 82    |       |
| 11. Oktober | Rolf Wideröe                         | norwegischer Ingenieur und Wissenschaftler                                                                      | 94    |       |
| 12. Oktober | Nina Alissowa                        | =sowjetische bzw. russische Theater- und Filmschauspielerin                                                     | 80    |       |
| 12. Oktober | Erik Blomberg                        | finnischer Regisseur                                                                                            | 83    |       |
| 12. Oktober | Pedro Cersósimo                      | uruguayischer Politiker                                                                                         |       |       |
| 12. Oktober | René Lacoste                         | französischer Tennisspieler und Modeschöpfer                                                                    | 92    |       |
| 12. Oktober | Roger Lapébie                        | französischer Radrennfahrer                                                                                     | 85    |       |
| 12. Oktober | Alois Paulitsch                      | österreichischer Finanzbeamter und Politiker (ÖVP), Landtagsabgeordneter, Abgeordneter zum Nationalrat, Mitg... | 70    |       |
| 12. Oktober | Urs Schwarz                          | Schweizer Redaktor sowie Hochschullehrer                                                                        | 91    |       |
| 13. Oktober | Jutta Bossard-Krull                  | deutsche Bildhauerin und Keramikerin                                                                            | 93    |       |
| 13. Oktober | G-Slimm                              | US-amerikanischer Rapper                                                                                        | 21    |       |
| 13. Oktober | Helene Homeyer                       | deutsche Altphilologin, Sprachwissenschaftlerin und Mittellateinerin                                            | 98    |       |
| 13. Oktober | Horst Kopkow                         | deutscher Spion                                                                                                 | 85    |       |
| 13. Oktober | Henri Nannen                         | deutscher Verleger und Publizist                                                                                | 82    |       |
| 13. Oktober | Elisabeth Pitz-Savelsberg            | deutsche Politikerin (CDU), MdL, MdB                                                                            | 90    |       |
| 13. Oktober | Beryl Reid                           | britische Schauspielerin                                                                                        | 77    |       |
| 13. Oktober | Pawel Alexandrowitsch Solowjow       | sowjetischer Triebwerkskonstrukteur                                                                             | 79    |       |
| 13. Oktober | Rosita Yarza                         | spanische Schauspielerin                                                                                        | 73    |       |
| 14. Oktober | Armenak Erevanian                    | armenisch-französischer Fußballspieler                                                                          | 81    |       |
| 14. Oktober | Jean Grimaldi                        | kanadischer Schauspieler, Sänger und Autor                                                                      | 98    |       |
| 14. Oktober | Tadeusz Grzelak                      | polnischer Boxer                                                                                                | 66    |       |
| 14. Oktober | Maria Hartl                          | deutsche Landschaftsmalerin und Schriftstellerin                                                                | 80    |       |
| 14. Oktober | Ferd Johnson                         | US-amerikanischer Comiczeichner und -autor                                                                      | 90    |       |
| 14. Oktober | Franz Jörissen                       | deutscher Baumeister                                                                                            | 101   |       |
| 14. Oktober | Laura La Plante                      | US-amerikanische Schauspielerin                                                                                 | 91    |       |
| 15. Oktober | Karl-Heinz Ahlheim                   | deutscher Schachkomponist                                                                                       | 63    |       |
| 15. Oktober | Leo Eitinger                         | tschechoslowakisch-norwegischer Psychiater                                                                      | 83    |       |
| 15. Oktober | Gerhard Kreyenberg                   | deutscher Psychiater                                                                                            | 97    |       |
| 15. Oktober | Kemp Niver                           | US-amerikanischer Filmtechniker, Kameramann und Autor                                                           | 84    |       |
| 16. Oktober | Jason Bernard                        | US-amerikanischer Schauspieler                                                                                  | 58    |       |
| 16. Oktober | Eric Malpass                         | englischer Schriftsteller                                                                                       | 85    |       |
| 16. Oktober | Harold J. Powers                     | US-amerikanischer Politiker                                                                                     | 96    |       |
| 16. Oktober | Hunter Rouse                         | US-amerikanischer Ingenieurwissenschaftler für Mechanik                                                         | 90    |       |
| 17. Oktober | Berthold Goldschmidt                 | deutscher Komponist, der 1935 nach England fliehen musste                                                       | 93    |       |
| 17. Oktober | Gerhard Holtz-Baumert                | deutscher Schriftsteller, MdV                                                                                   | 68    |       |
| 17. Oktober | Jean-Pierre Munch                    | französischer Radrennfahrer                                                                                     | 70    |       |
| 18. Oktober | Wassili Konstantinowitsch Denissenko | sowjetischer Offizier                                                                                           | 81    |       |
| 18. Oktober | Hans Drachsler                       | deutscher Politiker (CSU), MdL, MdB                                                                             | 80    |       |
| 18. Oktober | Hans Jessen                          | deutscher Jäger und Jagdhistoriker                                                                              | 86    |       |
| 18. Oktober | Otto Heinrich Kühner                 | deutscher Schriftsteller                                                                                        | 75    |       |
| 18. Oktober | Susan Shentall                       | britische Schauspielerin                                                                                        | 62    |       |
| 18. Oktober | Giovanni Testa                       | italienisch-schweizerischer Skilangläufer und Kantonspolitiker                                                  | 93    |       |
| 19. Oktober | Josef Becker                         | deutscher Politiker (CDU), MdL, MdB                                                                             | 91    |       |
| 20. Oktober | Paul Grünewald                       | deutscher Politiker (KPD) und Widerstandskämpfer gegen den Nationalsozialismus                                  | 84    |       |
| 20. Oktober | J. Bracken Lee                       | US-amerikanischer Politiker                                                                                     | 97    |       |
| 20. Oktober | Lidy von Lüttwitz                    | deutsche Bildhauerin                                                                                            | 94    |       |
| 20. Oktober | Manuel Nunes Gabriel                 | portugiesischer Erzbischof                                                                                      | 83    |       |
| 20. Oktober | Pete Pumiglio                        | US-amerikanischer Jazzmusiker                                                                                   | 93    |       |
| 21. Oktober | Léon Ashkénasi                       | französischer Rabbiner                                                                                          | 74    |       |
| 21. Oktober | Heinz Glade                          | deutscher Schriftsteller                                                                                        | 73    |       |
| 21. Oktober | Wang Li                              | chinesischer Politiker                                                                                          | 74    |       |
| 21. Oktober | Georgios Zoitakis                    | griechischer Offizier und Politiker                                                                             | 86    |       |
| 22. Oktober | Edmund Black                         | US-amerikanischer Hammerwerfer                                                                                  | 91    |       |
| 22. Oktober | Hermann Höfer                        | deutscher Fußballspieler und -funktionär                                                                        | 62    |       |
| 22. Oktober | Heinz Arno Knorr                     | deutscher Prähistoriker                                                                                         | 87    |       |
| 22. Oktober | Zachary Onyonka                      | kenianischer Politiker                                                                                          | 57    |       |
| 23. Oktober | Henry Allard                         | schwedischer Politiker (Socialdemokraterna), Mitglied des Riksdag                                               | 84    |       |
| 23. Oktober | Kurt Freund                          | tschechischer Mediziner und Sexualwissenschaftler                                                               | 82    |       |
| 23. Oktober | Harold Hughes                        | US-amerikanischer Politiker                                                                                     | 74    |       |
| 23. Oktober | Michel Kelber                        | französischer Kameramann                                                                                        | 88    |       |
| 23. Oktober | Alexander Kelly                      | schottischer Pianist und Musikpädagoge                                                                          | 67    |       |
| 23. Oktober | Lin Onus                             | australischer Maler, Bildhauer und Graphiker der Aborigines                                                     | 47    |       |
| 23. Oktober | Franc Smolej                         | jugoslawischer Skilangläufer                                                                                    | 88    |       |
| 23. Oktober | George F. Sowers                     | US-amerikanischer Bauingenieur für Geotechnik                                                                   | 75    |       |
| 24. Oktober | Edgar Augustin                       | deutscher Bildhauer und Zeichner                                                                                | 59    |       |
| 24. Oktober | Artur Axmann                         | deutscher Politiker (NSDAP), MdR, Funktionär und Reichsjugendführer                                             | 83    |       |
| 24. Oktober | Gladwyn Jebb, 1. Baron Gladwyn       | britischer Politiker, MdEP und erster Generalsekretär der Vereinten Nationen                                    | 96    |       |
| 24. Oktober | Hyman P. Minsky                      | US-amerikanischer Ökonom                                                                                        | 77    |       |
| 25. Oktober | Rowena R. Ansbacher                  | US-amerikanische Psychologin                                                                                    | 89    |       |
| 25. Oktober | Al Fiore                             | US-amerikanischer Mundharmonikaspieler                                                                          | 73    |       |
| 25. Oktober | Ennio De Giorgi                      | italienischer Mathematiker                                                                                      | 68    |       |
| 25. Oktober | Solveig Gunbjørg Jacobsen            | erste Person, die südlich der Antarktischen Konvergenz geboren wurde                                            | 83    |       |
| 25. Oktober | Maria Litto                          | deutsche Schauspielerin und Tänzerin                                                                            | 77    |       |
| 26. Oktober | Miquel Asins Arbó                    | spanischer Komponist und Professor                                                                              | 78    |       |
| 26. Oktober | Heinz Beneking                       | deutscher Physiker                                                                                              | 72    |       |
| 26. Oktober | Hans Walter Kosterlitz               | deutsch-britischer Pharmakologe                                                                                 | 93    |       |
| 26. Oktober | Elisabeth Lorenz                     | deutsche Politikerin                                                                                            | 92    |       |
| 26. Oktober | Rolf Nida-Rümelin                    | deutscher Bildhauer                                                                                             | 86    |       |
| 26. Oktober | Hermann Reissner                     | deutscher Ingenieur, Unternehmer und Errichter der Herrmann-Reissner-Stifter an der Universität Stuttgart       | 86    |       |
| 26. Oktober | Peter Tille                          | deutscher Bibliothekar, Schriftsteller und Aphoristiker                                                         |       |       |
| 26. Oktober | Giovanni Zuddas                      | italienischer Boxer                                                                                             | 68    |       |
| 27. Oktober | Karlhermann Bergner                  | deutscher Schriftsteller und Übersetzer                                                                         | 74    |       |
| 27. Oktober | Charlotte Jay                        | australische Schriftstellerin                                                                                   | 76    |       |
| 27. Oktober | Max Schieritz                        | deutscher Politiker (SPD), MdL                                                                                  | 91    |       |
| 27. Oktober | Horst Schubert                       | deutscher Politiker (FDP)                                                                                       | 73    |       |
| 28. Oktober | Maria Grevesmühl                     | deutsche Violinistin                                                                                            |       |       |
| 28. Oktober | Robert Hankey, 2. Baron Hankey       | britischer Diplomat, Peer und Oberhausmitglied                                                                  | 91    |       |
| 28. Oktober | Karol Jokl                           | slowakischer Fußballspieler                                                                                     | 51    |       |
| 28. Oktober | Franca Magnani                       | italienische Journalistin                                                                                       | 71    |       |
| 28. Oktober | Hans Otto                            | deutscher Organist, Cembalist und Kantor                                                                        | 74    |       |
| 29. Oktober | Fritz René Allemann                  | Schweizer Journalist und Publizist                                                                              | 86    |       |
| 29. Oktober | Albert Bartsch                       | deutscher Pfarrer und Schriftsteller                                                                            | 82    |       |
| 29. Oktober | Walter Boguth                        | deutscher Ingenieur, Tierarzt und Hochschullehrer                                                               | 79    |       |
| 29. Oktober | J. Edward Day                        | US-amerikanischer Rechtsanwalt, Geschäftsmann und Politiker                                                     | 82    |       |
| 29. Oktober | Richard Duffin                       | US-amerikanischer Physiker                                                                                      | 87    |       |
| 29. Oktober | Eugen Kapp                           | estnischer Komponist                                                                                            | 88    |       |
| 29. Oktober | Fritz Kruspersky                     | deutscher Bühnenbildner und Maler                                                                               | 84    |       |
| 29. Oktober | Walter Vogl                          | österreichischer Landtagsabgeordneter                                                                           | 69    |       |
| 29. Oktober | Karl-Wolfgang Zschiesche             | deutscher Pathologe                                                                                             | 63    |       |
| 30. Oktober | Eleanor Lansing Dulles               | US-amerikanische Diplomatin und Volkswirtschaftlerin                                                            | 101   |       |
| 30. Oktober | John Young                           | schottischer Schauspieler                                                                                       | 80    |       |
| 31. Oktober | Marcel Carné                         | französischer Filmregisseur                                                                                     | 90    |       |
| 31. Oktober | Peter Doig                           | schottischer Politiker                                                                                          | 85    |       |
| 31. Oktober | Michel Gyarmathy                     | ungarischer Regisseur und Kostümbildner                                                                         | 88    |       |
| 31. Oktober | Frank Kurtz                          | US-amerikanischer Wasserspringer                                                                                | 85    |       |
| 31. Oktober | Grachan Moncur II                    | US-amerikanischer Jazzbassist                                                                                   | 81    |       |
| Oktober     | Erich Dreher                         | deutscher Fußballspieler                                                                                        | 76    |       |
| Oktober     | Konradin Leiner                      | deutscher Autor                                                                                                 | 31    |       |
| Oktober     | Chieh Tsao                           | singapurischer Komponist, Mathematiker und Ingenieur                                                            | 42    |       |
| Oktober     | Albert Westphal                      | deutscher Boxer                                                                                                 | 65    |       |

## November
| Tag          | Name                            | Beruf, bekannt als                                                                                              | Alter | Beleg |
| ------------ | ------------------------------- | --- | ----- | ----- |
| 1. November  | Maati Bouabid                   | marokkanischer Politiker, Premierminister von Marokko                                                           | 68    |       |
| 1. November  | Maria Dembińska                 | polnische Historikerin                                                                                          | 80    |       |
| 1. November  | Otto Frenzl                     | österreichischer Ingenieur                                                                                      | 86    |       |
| 1. November  | Gerhard Hilbrecht               | deutscher Leichtathlet                                                                                          | 81    |       |
| 1. November  | Junius Richard Jayewardene      | singhalesischer Politiker in Sri Lanka                                                                          | 90    |       |
| 1. November  | Eric Reissner                   | US-amerikanischer Ingenieur                                                                                     | 83    |       |
| 1. November  | Margot Rojas Mendoza            | kubanische Pianistin und Musikpädagogin                                                                         | 93    |       |
| 2. November  | Eva Cassidy                     | US-amerikanische Sängerin                                                                                       | 33    |       |
| 2. November  | Holger Friis Johansen           | dänischer Klassischer Philologe                                                                                 | 69    |       |
| 2. November  | Tobias Gruben                   | deutscher Underground-Musiker                                                                                   | 33    |       |
| 2. November  | Franz Hiesel                    | österreichischer Schriftsteller, Hörspielautor und Dramaturg                                                    | 75    |       |
| 2. November  | Joseph Carroll McCormick        | US-amerikanischer Geistlicher, Bischof von Altoona-Johnstown und Scranton                                       | 88    |       |
| 3. November  | Jean-Bédel Bokassa              | zentralafrikanischer Politiker, Präsident und später Kaiser der Zentralafrikanischen Republik                   | 75    |       |
| 3. November  | Abdullah Çatlı                  | türkischer rechtsextremer Aktivist, Mitglied der Grauen Wölfe                                                   | 40    |       |
| 3. November  | William Clarke                  | US-amerikanischer Bluesharmonikaspieler                                                                         | 45    |       |
| 3. November  | Paul Dierichs                   | deutscher Zeitungsverleger und Kunstmäzen                                                                       | 95    |       |
| 3. November  | Ilse Knott-ter Meer             | deutsche Ingenieurin                                                                                            | 97    |       |
| 3. November  | Matthias Pinter                 | österreichischer Politiker (SPÖ)                                                                                | 74    |       |
| 3. November  | Jewhen Schtscherban             | ukrainischer Geschäftsmann und Politiker                                                                        | 50    |       |
| 4. November  | Ray Linn                        | US-amerikanischer Jazztrompeter und Komponist                                                                   | 76    |       |
| 4. November  | Konstantin Borissowitsch Loktew | russischer Eishockeyspieler                                                                                     | 63    |       |
| 04. November | Gottlieb Weber                  | Schweizer Radrennfahrer                                                                                         | 86    |       |
| 5. November  | Eddie Harris                    | US-amerikanischer Tenorsaxophonist                                                                              | 62    |       |
| 5. November  | Lutz-Peter Naumann              | deutscher Journalist                                                                                            | 52    |       |
| 5. November  | Wilhelm Sturm                   | deutscher Fußballspieler                                                                                        | 56    |       |
| 5. November  | Paul De Visscher                | belgischer Jurist im Bereich des Völkerrechts                                                                   | 80    |       |
| 6. November  | Tommy Lawton                    | englischer Fußballspieler und -trainer                                                                          | 77    |       |
| 6. November  | Werner Premauer                 | deutscher Bankmanager; Aufsichtsratsvorsitzender der Bayerischen Vereinsbank                                    | 84    |       |
| 6. November  | Mario Savio                     | US-amerikanischer Bürgerrechts-Aktivist                                                                         | 53    |       |
| 6. November  | Toni Schmücker                  | deutscher Industriemanager                                                                                      | 75    |       |
| 6. November  | Elfriede Suppe                  | deutsche Bürstenmacherin                                                                                        | 87    |       |
| 6. November  | Walter Wargau                   | deutscher Astronom und Hochschullehrer in Pretoria                                                              | 48    |       |
| 7. November  | Claude Ake                      | nigerianischer Politikwissenschaftler                                                                           | 57    |       |
| 7. November  | Dietrich Andernacht             | deutscher Archivar                                                                                              | 74    |       |
| 7. November  | Dieter Brammer                  | deutscher Schauspieler                                                                                          | 71    |       |
| 7. November  | Elmar Dietz                     | deutscher Bildhauer                                                                                             | 93    |       |
| 7. November  | Carmell Jones                   | US-amerikanischer Jazz-Trompeter                                                                                | 60    |       |
| 7. November  | Kid Sheik Cola                  | US-amerikanischer Jazz-Trompeter                                                                                | 88    |       |
| 7. November  | Hans Klodt                      | deutscher Fußballspieler                                                                                        | 82    |       |
| 7. November  | Sverre Kolterud                 | norwegischer Nordischer Kombinierer                                                                             | 88    |       |
| 7. November  | Toni Schneider-Manzell          | deutsch-österreichischer Bildhauer                                                                              | 85    |       |
| 7. November  | Florrie Rodrigo                 | niederländische Tänzerin, Choreografin und Ballettlehrerin                                                      | 103   |       |
| 7. November  | Jaja Wachuku                    | nigerianischer Politiker                                                                                        | 78    |       |
| 7. November  | Gerhild Weber                   | deutsche Schauspielerin                                                                                         | 78    |       |
| 8. November  | Peter Fowler                    | britischer Physiker                                                                                             | 73    |       |
| 8. November  | Johannes Frömming               | deutscher Trabrennsportler                                                                                      | 86    |       |
| 8. November  | Edmund Gruber                   | deutscher Fernsehjournalist und Intendant                                                                       | 60    |       |
| 8. November  | Georg Schreiber                 | deutscher Mediziner und Medizinjournalist                                                                       | 75    |       |
| 9. November  | Heinz Bruno Gallée              | österreichischer Architekt, Bühnenbildner, Maler, Grafiker und Hochschullehrer                                  |       |       |
| 9. November  | Susanne Klein-Vogelbach         | Schweizer Gymnastiklehrerin und Physiotherapeutin                                                               | 87    |       |
| 10. November | Peter Beier                     | deutscher evangelischer Theologe                                                                                | 61    |       |
| 10. November | Yaki Kadafi                     | US-amerikanischer Rapper                                                                                        | 19    |       |
| 10. November | Baptist Kitzlinger              | deutscher Politiker (CSU), Landrat und Senator                                                                  | 76    |       |
| 10. November | Edwin M. Lemert                 | US-amerikanischer Soziologe und Kriminologe                                                                     | 84    |       |
| 10. November | Richard Mayo                    | US-amerikanischer Moderner Fünfkämpfer                                                                          | 94    |       |
| 11. November | Josef Höchst                    | deutscher Politiker (CDU), MdB                                                                                  | 89    |       |
| 11. November | Kurt Lemke                      | deutscher Politiker (SED), stellv. Minister für Handel und Versorgung der DDR                                   | 82    |       |
| 11. November | Paul J. F. Lusaka               | sambischer Diplomat                                                                                             | 61    |       |
| 12. November | Kurt Exner                      | deutscher Politiker (SPD), MdA                                                                                  | 95    |       |
| 12. November | Stephen Nweke Ezeanya           | nigerianischer Geistlicher, Erzbischof von Onitsha                                                              | 75    |       |
| 12. November | Werner Reppenhagen              | deutscher Gärtner                                                                                               | 85    |       |
| 12. November | Wilhelm Wissing                 | deutscher Geistlicher, Präsident des päpstlichen Missionswerkes                                                 | 80    |       |
| 12. November | Vytautas Žalakevičius           | litauischer Drehbuchautor und Regisseur                                                                         | 66    |       |
| 13. November | Robert Bauer-Haderlein          | deutscher Bildhauer und Restaurator                                                                             | 82    |       |
| 13. November | Hans Derendinger                | Schweizer Journalist und Politiker                                                                              | 75    |       |
| 13. November | Bill Doggett                    | US-amerikanischer Musiker                                                                                       | 80    |       |
| 13. November | Alfred Guth                     | austroamerikanischer Schwimmer                                                                                  | 88    |       |
| 13. November | Eberhard Naujoks                | deutscher Historiker und Hochschullehrer                                                                        | 81    |       |
| 13. November | Rama                            | indischer Hindu-Heiliger                                                                                        | 71    |       |
| 14. November | Horst-Günter Benkmann           | deutscher Verwaltungsjurist                                                                                     | 81    |       |
| 14. November | Jacomina van den Berg           | niederländische Turnerin                                                                                        | 86    |       |
| 14. November | Joseph Bernardin                | US-amerikanischer Geistlicher, Erzbischof von Chicago und Kardinal der römisch-katholischen Kirche              | 68    |       |
| 14. November | Virginia Cherrill               | US-amerikanische Schauspielerin                                                                                 | 88    |       |
| 14. November | Martyn Jope                     | englischer Archäologe                                                                                           | 80    |       |
| 14. November | Meridel Le Sueur                | US-amerikanische Autorin und Frauenrechtlerin                                                                   | 96    |       |
| 14. November | Kurt von Ruffin                 | deutscher Sänger und Schauspieler                                                                               | 95    |       |
| 14. November | Elman Service                   | US-amerikanischer Ethnologe                                                                                     | 81    |       |
| 14. November | Günther Strupp                  | deutscher Maler und Grafiker                                                                                    | 84    |       |
| 15. November | William Boddington              | US-amerikanischer Hockeyspieler                                                                                 | 85    |       |
| 15. November | Henri Friedlaender              | israelischer Typograf                                                                                           | 92    |       |
| 15. November | Bernd Funck                     | deutscher Althistoriker                                                                                         | 51    |       |
| 15. November | Helga von Heintze               | österreichisch-deutsche Klassische Archäologin                                                                  | 77    |       |
| 15. November | Alger Hiss                      | US-amerikanischer Jurist                                                                                        | 92    |       |
| 15. November | Saeed Ahmad Khan                | pakistanischer Religionsführer                                                                                  |       |       |
| 16. November | Giuliano Giuliani               | italienischer Fußballspieler                                                                                    | 38    |       |
| 16. November | Holger Hagen                    | deutscher Schauspieler und Synchronsprecher                                                                     | 81    |       |
| 16. November | Liam Naughten                   | irischer Politiker                                                                                              | 52    |       |
| 16. November | George Pascu                    | rumänischer Musikwissenschaftler, -pädagoge und Dirigent                                                        | 84    |       |
| 16. November | Jack Popplewell                 | englischer Schriftsteller und Bühnenautor                                                                       | 85    |       |
| 16. November | Helmut Wilsdorf                 | deutscher Pädagoge und Montanethnograph                                                                         | 84    |       |
| 17. November | Michele Abbruzzo                | italienischer Schauspieler                                                                                      | 91    |       |
| 17. November | Martin Greif                    | US-amerikanischer Anglist und Publizist                                                                         | 58    |       |
| 17. November | Bernd A. Mertz                  | deutscher Schauspieler, Regisseur, Drehbuchautor und Astrologe                                                  | 72    |       |
| 18. November | Evelyn Hooker                   | US-amerikanische Psychologin                                                                                    | 89    |       |
| 18. November | Julius Juhn                     | österreichischer Eishockeyspieler                                                                               | 74    |       |
| 18. November | Karlheinz Tietze                | deutscher Internist und Sportmediziner                                                                          | 84    |       |
| 18. November | Étienne Wolff                   | französischer Entwicklungsbiologe                                                                               | 92    |       |
| 19. November | Ian Bancroft, Baron Bancroft    | britischer Regierungsrat                                                                                        | 73    |       |
| 19. November | Maximilian Brandeisz            | österreichischer Politiker (SDAP), Mitglied des Bundesrates                                                     | 102   |       |
| 19. November | Leo Ernesti                     | deutscher Offizier und Politiker (NSDAP, CDU), MdB                                                              | 71    |       |
| 19. November | Irina Gregor                    | deutsche Dokumentarfilm-Regisseurin                                                                             | 54    |       |
| 19. November | Nicole Hassler                  | französische Eiskunstläuferin                                                                                   | 55    |       |
| 19. November | Kurt Leuschner                  | deutscher Politiker (SPD), MdB                                                                                  | 60    |       |
| 19. November | Paul Joseph Metschnabl          | deutscher Theologe und Domkapellmeister am Bamberger Dom                                                        | 86    |       |
| 20. November | Bert Achong                     | trinidadischer Labormediziner                                                                                   | 67    |       |
| 20. November | Ján Albrecht                    | slowakischer Musiker und Hochschullehrer                                                                        | 77    |       |
| 20. November | Wilhelm Becker                  | deutscher Astronom                                                                                              | 89    |       |
| 20. November | Ludwig Daxsperger               | österreichischer Komponist, Musikpädagoge und Domorganist und Chorleiter                                        | 96    |       |
| 20. November | Angela Gotelli                  | italienische Politikerin                                                                                        | 91    |       |
| 20. November | Gustl Gstettenbaur              | deutscher Bühnen- und Filmschauspieler                                                                          | 82    |       |
| 20. November | Herbert Härlein                 | deutscher Rechtsanwalt                                                                                          | 68    |       |
| 20. November | Eli Nolsøe                      | färöischer Politiker                                                                                            | 76    |       |
| 20. November | Poul Ströyer                    | schwedischer Künstler und Karikaturist                                                                          | 73    |       |
| 21. November | Jan Behr                        | tschechoslowakisch-amerikanischer Pianist und Dirigent                                                          | 84    |       |
| 21. November | Sandro Continenza               | italienischer Drehbuchautor                                                                                     | 76    |       |
| 21. November | Elmo Langley                    | US-amerikanischer NASCAR-Rennfahrer, -Teambesitzer und -Offizieller                                             | 68    |       |
| 21. November | Abdus Salam                     | pakistanischer Physiker und Nobelpreisträger                                                                    | 70    |       |
| 22. November | Annemarie Assmann               | deutsche Schauspielerin und Hörspielsprecherin                                                                  | 58    |       |
| 22. November | Garrett Birkhoff                | US-amerikanischer Mathematiker                                                                                  | 85    |       |
| 22. November | Ray Blanton                     | US-amerikanischer Politiker                                                                                     | 66    |       |
| 22. November | Walter Boos                     | deutscher Filmeditor, Filmregisseur und Drehbuchautor                                                           | 68    |       |
| 22. November | Maria Casarès                   | französische Schauspielerin                                                                                     | 74    |       |
| 22. November | Guy De Poerck                   | belgischer Romanist                                                                                             | 86    |       |
| 22. November | Willy Derboven                  | belgischer Radrennfahrer                                                                                        | 57    |       |
| 22. November | Günter Dürig                    | deutscher Staats- und Verfassungsrechtler                                                                       | 76    |       |
| 22. November | Vladimír Fuka                   | tschechischer Komponist und Musiker                                                                             | 76    |       |
| 22. November | Mark Lenard                     | US-amerikanischer Schauspieler                                                                                  | 72    |       |
| 22. November | Leonid Nowytschenko             | ukrainischer Literaturkritiker und Philologe                                                                    | 82    |       |
| 22. November | Erich Pizka                     | österreichischer Hornist und Professor an einer Musikhochschule                                                 | 81    |       |
| 22. November | Klaus Reichel                   | deutscher Chirurg                                                                                               | 62    |       |
| 22. November | Wojciech Szymańczyk             | polnischer Bogenschütze                                                                                         | 53    |       |
| 23. November | Jean-Paul Elkann                | französischer Bankier                                                                                           | 74    |       |
| 23. November | Nico Kaufmann                   | Schweizer Komponist und Pianist                                                                                 | 80    |       |
| 23. November | Ken Lane                        | US-amerikanischer Musikproduzent, Filmkomponist und Musiker                                                     | 83    |       |
| 23. November | Mario Peragallo                 | italienischer Komponist                                                                                         | 86    |       |
| 23. November | Art Porter junior               | US-amerikanischer Musiker                                                                                       | 35    |       |
| 23. November | Julius Saxler                   | deutscher Politiker (CDU), MdL, Bürgermeister, Regierungspräsident                                              | 79    |       |
| 23. November | Idries Shah                     | Autor von Werken über den Sufismus                                                                              | 72    |       |
| 24. November | Walther Björkman                | deutsch-schwedischer Orientalist                                                                                | 100   |       |
| 24. November | Edisson Wassiljewitsch Denissow | russischer Komponist                                                                                            | 67    |       |
| 24. November | Konrad Fischer                  | deutscher Maler und Galerist                                                                                    | 57    |       |
| 24. November | Sorley MacLean                  | schottischer Dichter                                                                                            | 85    |       |
| 24. November | Louis Frédéric                  | französischer Kulturhistoriker und Kunsthistoriker                                                              |       |       |
| 24. November | Titus Ozon                      | rumänischer Fußballspieler und -trainer                                                                         | 69    |       |
| 24. November | Paulos Mar Gregorios            | syrisch-orthodoxer Theologe und Bischof                                                                         | 74    |       |
| 24. November | John Williams                   | US-amerikanischer Klarinettist und Altsaxophonist des Swing                                                     | 91    |       |
| 25. November | Rainer Bonar                    | deutscher Maler, Grafiker und Fotograf                                                                          | 40    |       |
| 25. November | Hans Jura                       | österreichischer Kameramann                                                                                     | 75    |       |
| 25. November | Paul Kühmstedt                  | deutscher Komponist und Dirigent                                                                                | 87    |       |
| 25. November | Heinz Lingenberg                | deutscher Historiker                                                                                            | 69    |       |
| 25. November | Konrad Wagner                   | deutscher Fußballspieler                                                                                        | 64    |       |
| 26. November | Joachim Christian Becker        | deutscher Politiker (CDU), MdHB                                                                                 | 58    |       |
| 26. November | José Luís Champalimaud          | portugiesischer Arzt und Forscher                                                                               | 57    |       |
| 26. November | Gerry Cosby                     | US-amerikanischer Eishockeytorwart                                                                              | 87    |       |
| 26. November | Guido Gratton                   | italienischer Fußballspieler                                                                                    | 64    |       |
| 26. November | Elrey B. Jeppesen               | US-amerikanischer Luftfahrtpionier                                                                              | 89    |       |
| 26. November | Hans Klein                      | deutscher Politiker (CSU), MdB                                                                                  | 65    |       |
| 26. November | Roy Moore                       | australischer Radrennfahrer                                                                                     | 64    |       |
| 26. November | Erich Pattis                    | italienischer Architekt (Südtirol)                                                                              | 94    |       |
| 26. November | Paul Rand                       | US-amerikanischer Designer von Unternehmenslogos                                                                | 82    |       |
| 26. November | Rudolph Schulze                 | deutscher Politiker (CDU), MdV, Präsident der Industrie- und Handelskammer und Minister für Post- und Fernme... | 78    |       |
| 26. November | Diedrich Wattenberg             | deutscher Astronom und Publizist                                                                                | 87    |       |
| 26. November | Karl Wieghardt                  | deutscher Physiker und Strömungsmechaniker                                                                      | 83    |       |
| 27. November | Carl Marizy                     | katholischer Prälat, Direktor der Caritas Bremen                                                                | 87    |       |
| 27. November | Karl-Heinz Moehle               | deutscher Offizier, zuletzt Korvettenkapitän                                                                    | 86    |       |
| 27. November | Heinz Rasch                     | deutscher Architekt                                                                                             | 94    |       |
| 27. November | Gert Karl Schaefer              | deutscher Schauspieler                                                                                          | 76    |       |
| 28. November | Joachim Giers                   | katholischer Sozialwissenschaftler und Moraltheologe                                                            | 85    |       |
| 28. November | Don McNeill                     | US-amerikanischer Tennisspieler                                                                                 | 78    |       |
| 29. November | Jordan Cronenweth               | US-amerikanischer Kameramann                                                                                    | 61    |       |
| 29. November | Dan Flavin                      | US-amerikanischer Künstler                                                                                      | 63    |       |
| 29. November | Dragoslav Srejović              | jugoslawischer und serbischer Archäologe                                                                        | 65    |       |
| 30. November | Fritz Lauscher                  | österreichischer Politiker (KPÖ), Landtagsabgeordneter                                                          | 88    |       |
| 30. November | Justin Leicht                   | deutscher Politiker (CSU)                                                                                       | 83    |       |
| 30. November | Phocas Nikwigize                | ruandischer Geistlicher, Bischof von Ruhengeri                                                                  | 77    |       |
| 30. November | Josef Pekarek                   | österreichischer Fußballspieler                                                                                 | 83    |       |
| 30. November | George Saunders                 | britischer Sprinter                                                                                             | 89    |       |
| 30. November | Tiny Tim                        | US-amerikanischer Popmusiker und Entertainer                                                                    | 64    |       |
| 30. November | Dainius Trinkūnas               | litauischer Pianist und Politiker                                                                               | 65    |       |
| November     | Romica Puceanu                  | rumänische Sängerin und Chansonette                                                                             |       |       |
| November     | Grete Volters                   | österreichische Kostümbildnerin bei Bühne und Film                                                              | 95    |       |

## Dezember
| Tag          | Name                                                 | Beruf, bekannt als                                                                                      | Alter | Beleg |
| ------------ | ---------------------------------------------------- | --- | ----- | ----- |
| 1. Dezember  | Karl Fichtinger                                      | österreichischer Politiker (ÖVP), Landtagsabgeordneter                                                  | 73    |       |
| 1. Dezember  | Irving Gordon                                        | US-amerikanischer Liedtexter                                                                            | 81    |       |
| 1. Dezember  | Jacek Gutowski                                       | polnischer Gewichtheber                                                                                 | 36    |       |
| 1. Dezember  | Babrak Karmal                                        | afghanischer Politiker                                                                                  | 67    |       |
| 1. Dezember  | Jan Waldenström                                      | schwedischer Internist                                                                                  | 90    |       |
| 1. Dezember  | Joseph Zigman                                        | US-amerikanischer Regisseur, Produktionsleiter und Filmeditor                                           | 80    |       |
| 2. Dezember  | Jules Bastin                                         | belgischer Opernsänger (Bass)                                                                           | 63    |       |
| 2. Dezember  | Karl H. Beyer                                        | US-amerikanischer Pharmakologe                                                                          |       |       |
| 2. Dezember  | Helmut Degner                                        | österreichischer Schriftsteller und Übersetzer                                                          | 67    |       |
| 2. Dezember  | Jean Jérôme Hamer                                    | belgischer Geistlicher, Kardinal der römisch-katholischen Kirche                                        | 80    |       |
| 3. Dezember  | Gisela Beutler                                       | deutsche Romanistin und Hispanistin                                                                     | 76    |       |
| 3. Dezember  | Georges Duby                                         | französischer Historiker                                                                                | 77    |       |
| 3. Dezember  | Norm Houser                                          | US-amerikanischer Autorennfahrer                                                                        | 80    |       |
| 3. Dezember  | Martin Moynihan                                      | US-amerikanischer Evolutionsbiologe, Verhaltensforscher und Ornithologe                                 | 68    |       |
| 3. Dezember  | Benita Steinmann                                     | deutsche Puppenspielerin                                                                                | 56    |       |
| 3. Dezember  | Hubert Voraberger                                    | österreichischer Gewerkschafter und Politiker (SPÖ), Landtagsabgeordneter, Abgeordneter zum Nationalrat | 69    |       |
| 4. Dezember  | Hagen Biesantz                                       | deutscher Klassischer Archäologe und Anthroposoph                                                       | 72    |       |
| 4. Dezember  | Luiz Colussi                                         | brasilianischer Geistlicher, Bischof von Caçador                                                        | 65    |       |
| 4. Dezember  | Norbert Dolezich                                     | deutscher Grafiker, Maler und Schriftsteller                                                            | 90    |       |
| 4. Dezember  | Willard Parker                                       | US-amerikanischer Schauspieler                                                                          | 84    |       |
| 4. Dezember  | Leon Polk Smith                                      | US-amerikanischer Maler                                                                                 | 90    |       |
| 4. Dezember  | Xia Changshi                                         | chinesischer Architekt                                                                                  |       |       |
| 5. Dezember  | Jakob Karl Burckhardt                                | Schweizer Diplomat                                                                                      | 83    |       |
| 5. Dezember  | Wilf Carter                                          | kanadischer Sänger, Songwriter und Jodler                                                               | 91    |       |
| 5. Dezember  | Anthony DeFino                                       | US-amerikanischer Politiker                                                                             |       |       |
| 5. Dezember  | Karl H. Fell                                         | deutscher Politiker (CDU), MdL, MdB                                                                     | 59    |       |
| 5. Dezember  | Paolino Limongi                                      | italienischer Geistlicher, römisch-katholischer Erzbischof und vatikanischer Diplomat                   | 82    |       |
| 6. Dezember  | Victor Bruns                                         | deutscher Fagottist und Komponist                                                                       | 92    |       |
| 6. Dezember  | Horst Göppinger                                      | deutscher Richter und Autor                                                                             | 79    |       |
| 6. Dezember  | Robert B. Lees                                       | US-amerikanischer Linguist                                                                              | 74    |       |
| 6. Dezember  | Valerie Lorenz-Szabo                                 | österreichische Schriftstellerin                                                                        | 80    |       |
| 6. Dezember  | Giuseppe Perego                                      | italienischer Comiczeichner                                                                             | 81    |       |
| 6. Dezember  | Pete Rozelle                                         | US-amerikanischer Sport-Funktionär                                                                      | 70    |       |
| 6. Dezember  | Friederike Scharfegger                               | österreichische Tischtennisspielerin                                                                    |       |       |
| 6. Dezember  | Paul Simonis                                         | deutscher Politiker (FDP, DPS), MdL                                                                     | 84    |       |
| 6. Dezember  | Olof Sundby                                          | schwedischer Erzbischof                                                                                 | 79    |       |
| 7. Dezember  | Viktor Boss                                          | Schweizer Lehrer, Autor und Politiker (SP)                                                              | 83    |       |
| 7. Dezember  | José Donoso                                          | chilenischer Schriftsteller                                                                             | 72    |       |
| 7. Dezember  | Karl Fahrner                                         | österreichischer Skirennläufer                                                                          | 67    |       |
| 7. Dezember  | Ali Hatami                                           | iranischer Filmemacher                                                                                  | 52    |       |
| 7. Dezember  | Ignacio Lehonor Arroyo                               | mexikanischer Geistlicher, Bischof von Tuxpan                                                           | 89    |       |
| 7. Dezember  | Dominikus Löpfe                                      | Schweizer Benediktinermönch, Abt der Abtei Muri-Gries                                                   | 80    |       |
| 7. Dezember  | Phillip Reed                                         | US-amerikanischer Schauspieler                                                                          | 88    |       |
| 8. Dezember  | Rolf Blomberg                                        | schwedischer Forschungsreisender, Autor, Fotograf und Filmemacher                                       | 84    |       |
| 8. Dezember  | Kashiwado Tsuyoshi                                   | japanischer Sumōringer und 47. Yokozuna                                                                 | 58    |       |
| 8. Dezember  | Howard Rollins                                       | US-amerikanischer Film- und Theaterschauspieler                                                         | 46    |       |
| 9. Dezember  | Wilhelm Hahn                                         | deutscher Theologe und Politiker (CDU), MdL, MdB, MdEP                                                  | 87    |       |
| 9. Dezember  | Mary Leakey                                          | britische Paläoanthropologin                                                                            | 83    |       |
| 9. Dezember  | Adrien Nocent                                        | belgischer Benediktinermönch, Theologe und Liturgiker                                                   | 83    |       |
| 9. Dezember  | Alain Poher                                          | französischer Präsident des Senats, Interimspräsident Frankreichs, MdEP                                 | 87    |       |
| 9. Dezember  | Raphael Samuel                                       | britischer marxistischer Historiker                                                                     | 61    |       |
| 9. Dezember  | Heinrich Schmidt-Barrien                             | deutscher Autor, Dramaturg am Niederdeutschen Theater in Bremen                                         | 94    |       |
| 9. Dezember  | Hans Schwarz                                         | deutscher Schwimmer                                                                                     | 84    |       |
| 9. Dezember  | Gustav Sichelschmidt                                 | deutscher Historiker und Schriftsteller                                                                 | 83    |       |
| 9. Dezember  | Hans-Georg Werner                                    | deutscher Literaturhistoriker                                                                           | 65    |       |
| 10. Dezember | Walter Birkmayer                                     | österreichischer Neurologe, Psychiater und Universitätsprofessor                                        | 86    |       |
| 10. Dezember | Jakov Blažević                                       | jugoslawischer Politiker und Jurist                                                                     | 84    |       |
| 10. Dezember | Johannes Magerstädt                                  | deutscher Brigadegeneral der Bundeswehr                                                                 | 75    |       |
| 10. Dezember | Erwin Mülhaupt                                       | deutscher Kirchenhistoriker                                                                             | 91    |       |
| 10. Dezember | Gerhard Nordmann                                     | deutscher Politiker (CDU), MdL                                                                          | 83    |       |
| 10. Dezember | Faron Young                                          | US-amerikanischer Country-Sänger                                                                        | 64    |       |
| 11. Dezember | Danuta Gleed                                         | kanadische Schriftstellerin polnischer Abstammung                                                       |       |       |
| 11. Dezember | Karl Gideon Gössele                                  | deutscher Schriftsteller                                                                                | 94    |       |
| 11. Dezember | Gerd Micheel                                         | deutscher Schauspieler                                                                                  | 68    |       |
| 11. Dezember | Willie Rushton                                       | britischer Cartoon-Zeichner, Satiriker, Comedian und Schauspieler                                       | 59    |       |
| 11. Dezember | Marie-Claude Vaillant-Couturier                      | französischer Journalist, Mitglied der Résistance                                                       | 84    |       |
| 11. Dezember | Erich Zöllner                                        | österreichischer Historiker                                                                             | 80    |       |
| 12. Dezember | Marilene von Bethmann                                | deutsche Schauspielerin                                                                                 | 70    |       |
| 12. Dezember | Larry Gates                                          | US-amerikanischer Schauspieler                                                                          | 81    |       |
| 12. Dezember | Elaine Gurr                                          | neuseeländische Ärztin und medizinischer Administrator                                                  | 100   |       |
| 12. Dezember | Manfred Jordan                                       | deutscher Schriftsteller und Drehbuchautor                                                              | 67    |       |
| 12. Dezember | Otto Kolb                                            | Schweizer Architekt                                                                                     | 75    |       |
| 12. Dezember | Armando Laborde                                      | argentinischer Tangosänger, -komponist und -dichter                                                     | 74    |       |
| 12. Dezember | Rudolf von Miller                                    | deutscher Ingenieur sowie Unternehmer                                                                   | 97    |       |
| 12. Dezember | Nikola Nenow                                         | bulgarischer Radrennfahrer                                                                              | 89    |       |
| 12. Dezember | Vance Packard                                        | US-amerikanischer Publizist                                                                             | 82    |       |
| 12. Dezember | Sigfús Daðason                                       | isländischer Dichter, Verleger, Übersetzer und Hochschullehrer                                          | 68    |       |
| 12. Dezember | Balduin Thieme                                       | deutscher Dichter und Schriftsteller                                                                    | 86    |       |
| 12. Dezember | Vera Ziegler                                         | deutsche Schauspielerin, Galeristin und Verlegerin                                                      | 82    |       |
| 13. Dezember | Lorenzo Alvary                                       | US-amerikanischer Opernsänger (Bass)                                                                    | 87    |       |
| 13. Dezember | Mae Barnes                                           | US-amerikanische Sängerin, Tänzerin und Schauspielerin                                                  | 89    |       |
| 13. Dezember | Cao Yu                                               | chinesischer Schriftsteller                                                                             | 86    |       |
| 13. Dezember | James Cassels                                        | britischer Generalfeldmarschall                                                                         | 89    |       |
| 13. Dezember | Francesco Gabrieli                                   | italienischer Arabist und Orientalist                                                                   | 92    |       |
| 13. Dezember | Hans Hingst                                          | deutscher Prähistoriker                                                                                 | 88    |       |
| 13. Dezember | Alois Keßler                                         | deutscher Kommunalpolitiker (parteilos)                                                                 | 87    |       |
| 13. Dezember | Otto Kurth                                           | deutscher Schauspieler und Regisseur                                                                    | 84    |       |
| 13. Dezember | Charles Molnar                                       | US-amerikanischer Computeringenieur                                                                     | 61    |       |
| 13. Dezember | Eulace Peacock                                       | US-amerikanischer Leichtathlet                                                                          | 82    |       |
| 14. Dezember | Tatjana Arbusowa                                     | sowjetische bzw. russische Baustoffkundlerin und Hochschullehrerin                                      | 60    |       |
| 14. Dezember | Norman Albert Hill                                   | US-amerikanischer Radrennfahrer                                                                         | 90    |       |
| 14. Dezember | Eugen Wörle                                          | österreichischer Architekt                                                                              | 87    |       |
| 15. Dezember | Dawn Crosby                                          | US-amerikanische Sängerin                                                                               | 33    |       |
| 15. Dezember | Rune Elmqvist                                        | schwedischer Ingenieur und Erfinder, Entwickler des implantierbaren Herzschrittmachers                  | 90    |       |
| 15. Dezember | Ilse Elsner                                          | deutsche Volkswirtin, Journalistin und Politikerin (SPD), MdB, MdEP                                     | 86    |       |
| 15. Dezember | Harry Kemelman                                       | US-amerikanischer Krimi-Schriftsteller                                                                  | 88    |       |
| 15. Dezember | Tristan Keuris                                       | niederländischer Komponist und Musiker                                                                  | 50    |       |
| 15. Dezember | Jean-Pierre Lévy                                     | französischer Gründer der Franc-Tireurs, Résistance-Mitglied                                            | 85    |       |
| 16. Dezember | Camille Barbaud                                      | französischer Leichtathlet                                                                              | 96    |       |
| 16. Dezember | Quentin Bell                                         | britischer Kunsthistoriker und Schriftsteller                                                           | 86    |       |
| 16. Dezember | Sven Bergqvist                                       | schwedischer Sportler                                                                                   | 82    |       |
| 16. Dezember | Marcello Caminiti                                    | italienischer Politiker                                                                                 | 83    |       |
| 16. Dezember | Herta Graf                                           | deutsche Schriftstellerin                                                                               | 84    |       |
| 16. Dezember | Rina Ketty                                           | französische Chansonsängerin                                                                            | 85    |       |
| 16. Dezember | Hans Möller                                          | deutscher Wirtschaftswissenschaftler                                                                    | 81    |       |
| 16. Dezember | Laurens van der Post                                 | südafrikanisch-britischer Schriftsteller                                                                | 90    |       |
| 16. Dezember | Uwe Westphal                                         | deutscher Ökonom                                                                                        | 57    |       |
| 17. Dezember | Armando                                              | US-amerikanischer House-Produzent                                                                       | 26    |       |
| 17. Dezember | Constantin Dumitru                                   | rumänischer Opernsänger (Bass/Bassbariton)                                                              | 61    |       |
| 17. Dezember | Johannes Kaiser                                      | deutscher Leichtathlet und Olympiamedaillengewinner                                                     | 60    |       |
| 17. Dezember | Bob Maas                                             | niederländischer Segler                                                                                 | 89    |       |
| 17. Dezember | Ruby Murray                                          | nordirische Popsängerin                                                                                 | 61    |       |
| 17. Dezember | Helmut Prasch                                        | österreichischer Volkskundler                                                                           | 86    |       |
| 17. Dezember | Magda Rose-Weingardt                                 | deutsche Malerin                                                                                        | 94    |       |
| 17. Dezember | Karl-Heinz Ruffmann                                  | deutscher Historiker                                                                                    | 74    |       |
| 17. Dezember | Stanko Todorow                                       | bulgarischer Politiker und Minister-, Parlaments- und Staatspräsident                                   | 76    |       |
| 17. Dezember | Violet Walrond                                       | neuseeländische Schwimmerin                                                                             | 91    |       |
| 18. Dezember | Irving Caesar                                        | US-amerikanischer Songwriter                                                                            | 101   |       |
| 18. Dezember | Walter Kalot                                         | deutscher Bildhauer, Grafiker und Maler                                                                 | 87    |       |
| 18. Dezember | Gertrud Krüger                                       | deutsche Schuhfacharbeiterin und Politikerin (SPD), MdL Bayern                                          | 92    |       |
| 18. Dezember | Wiktor Kutscherenko                                  | Vorsitzender des Exekutivkomitees der Arbeiterdeputierten der Stadt Mariupol                            | 65    |       |
| 18. Dezember | Robert Nessler                                       | österreichischer Komponist, Dirigent und Musikpädagoge                                                  | 77    |       |
| 18. Dezember | Eyşe Şan                                             | kurdische Musikerin                                                                                     |       |       |
| 18. Dezember | Fritz Tanner                                         | Schweizer Theologe, Psychotherapeut und Schriftsteller                                                  | 73    |       |
| 19. Dezember | Gilbert Baechtold                                    | Schweizer Politiker (SP)                                                                                | 75    |       |
| 19. Dezember | Juli Borissowitsch Chariton                          | russischer Physiker                                                                                     | 92    |       |
| 19. Dezember | Ejvind Hansen                                        | dänischer Kanute                                                                                        | 72    |       |
| 19. Dezember | Ronald Howard                                        | britischer Schauspieler                                                                                 | 78    |       |
| 19. Dezember | Marcello Mastroianni                                 | italienischer Filmschauspieler                                                                          | 72    |       |
| 19. Dezember | Khurram Murad                                        | pakistanischer Schriftsteller                                                                           |       |       |
| 19. Dezember | Rolf Palm                                            | deutscher Textilhändler und Vizepräsident der IHK Heilbronn-Franken                                     | 82    |       |
| 19. Dezember | Domenico Parisi                                      | italienischer Designer und Architekt                                                                    | 80    |       |
| 19. Dezember | Erhard Senninger                                     | deutscher Rechtsanwalt und Präsident des Deutschen Anwaltvereins                                        | 63    |       |
| 20. Dezember | Alan Graham Apley                                    | englischer Orthopäde                                                                                    | 82    |       |
| 20. Dezember | Melio Bettina                                        | US-amerikanischer Halbschwergewichtsboxer italienischer Herkunft und NYSAC-Weltmeister                  | 80    |       |
| 20. Dezember | Otto Burri                                           | Schweizer panidealistischer Autor                                                                       | 87    |       |
| 20. Dezember | Erhard Fischer                                       | deutscher Musiktheaterregisseur                                                                         | 74    |       |
| 20. Dezember | Amata Kabua                                          | marshallischer Präsident                                                                                | 68    |       |
| 20. Dezember | Bengt Malmsten                                       | schwedischer Eisschnellläufer                                                                           | 74    |       |
| 20. Dezember | Charles Morton                                       | US-amerikanischer Radrennfahrer                                                                         | 80    |       |
| 20. Dezember | Fritz Rothstein                                      | deutscher Bauingenieur, Architekt und Denkmalpfleger                                                    | 87    |       |
| 20. Dezember | Carl Sagan                                           | US-amerikanischer Astronom                                                                              | 62    |       |
| 21. Dezember | Kell Areskoug                                        | schwedischer Leichtathlet                                                                               | 90    |       |
| 21. Dezember | Christine Brückner                                   | deutsche Schriftstellerin                                                                               | 75    |       |
| 21. Dezember | Carmelo Cappello                                     | italienischer Bildhauer der Moderne                                                                     | 84    |       |
| 21. Dezember | Hans-Joachim Fränkel                                 | deutscher evangelischer Bischof                                                                         | 87    |       |
| 21. Dezember | Kálmán Hazai                                         | ungarischer Wasserballspieler                                                                           | 83    |       |
| 21. Dezember | Josef Landlinger                                     | österreichischer Landwirt und Politiker (ÖVP)                                                           | 77    |       |
| 21. Dezember | Margret Rey                                          | US-amerikanische Kinderbuchautorin                                                                      | 90    |       |
| 22. Dezember | Mária Bartuszová                                     | slowakische Bildhauerin                                                                                 | 60    |       |
| 22. Dezember | Igor Oberberg                                        | deutsch-russischer Kameramann                                                                           | 89    |       |
| 22. Dezember | Marianne Strauß-Ellenbogen                           | Zeitzeugin des Holocaust                                                                                | 73    |       |
| 22. Dezember | Karl Tauer                                           | deutscher Keramiker und Senator (Bayern)                                                                | 94    |       |
| 22. Dezember | Herbert Uerpmann                                     | deutscher Maler und Galerist                                                                            | 85    |       |
| 22. Dezember | Walter Yarwood                                       | kanadischer Maler und Bildhauer                                                                         | 79    |       |
| 23. Dezember | Aram Karamanoukian                                   | syrischer Militär und Politiker                                                                         | 86    |       |
| 23. Dezember | Horst Krautter                                       | deutscher Politiker (SPD)                                                                               |       |       |
| 23. Dezember | Homar Murdoch                                        | uruguayischer Militär, Politiker und Diplomat                                                           | 81    |       |
| 23. Dezember | Clarisse Nicoïdski                                   | französische Schriftstellerin                                                                           | 58    |       |
| 23. Dezember | Ronnie Scott                                         | britischer Jazz-Saxophonist und Jazzclub-Gründer                                                        | 69    |       |
| 24. Dezember | Ulrich Einsle                                        | deutscher Biologe                                                                                       | 61    |       |
| 24. Dezember | Johann Fischl                                        | österreichischer Theologe                                                                               | 96    |       |
| 24. Dezember | Gottfried Forck                                      | deutscher Theologe und evangelischer Bischof                                                            | 73    |       |
| 24. Dezember | Nguyễn Hữu Thọ                                       | vietnamesischer kommunistischer Politiker                                                               | 86    |       |
| 25. Dezember | Wilhelm Baumgarten                                   | deutscher Politiker (SPD), MdL                                                                          | 83    |       |
| 25. Dezember | Marie-Luise Hilger                                   | deutsche Juristin, Vorsitzende Richterin am Bundesarbeitsgericht                                        | 84    |       |
| 25. Dezember | Helmut Humann                                        | deutscher Künstler                                                                                      | 74    |       |
| 25. Dezember | Bill Osmanski                                        | US-amerikanischer American-Football-Spieler und -Trainer und Zahnarzt                                   | 80    |       |
| 25. Dezember | JonBenét Ramsey                                      | US-amerikanisches Mordopfer sowie Kinder-Schönheitskönigin                                              | 6     |       |
| 25. Dezember | Ellen Schneider-Lenné                                | deutsche Bank-Managerin                                                                                 | 54    |       |
| 25. Dezember | August Wenzinger                                     | Schweizer Gambist und Dirigent                                                                          | 91    |       |
| 26. Dezember | Ingolf David                                         | dänischer Schauspieler                                                                                  | 70    |       |
| 26. Dezember | Narciso Jubany                                       | spanischer Geistlicher, Erzbischof von Barcelona und Kardinal der römisch-katholischen Kirche           | 83    |       |
| 26. Dezember | Olle Tandberg                                        | schwedischer Boxer                                                                                      | 78    |       |
| 27. Dezember | Leopold Gutterer                                     | deutscher Politiker (NSDAP)                                                                             | 94    |       |
| 27. Dezember | Johnny Heartsman                                     | US-amerikanischer Bluesmusiker und Songwriter                                                           | 60    |       |
| 27. Dezember | Josef Ley                                            | deutscher Politiker (FDP)                                                                               | 78    |       |
| 27. Dezember | Kurt Link                                            | deutscher Künstler                                                                                      | 70    |       |
| 27. Dezember | Gabriel Loire                                        | französischer Glasmaler                                                                                 | 92    |       |
| 27. Dezember | Julián Mateos                                        | spanischer Schauspieler und Filmproduzent                                                               | 58    |       |
| 27. Dezember | Kurt Stalder                                         | Schweizer christkatholischer Neutestamentler                                                            | 84    |       |
| 28. Dezember | Hans Baumgartner                                     | Schweizer Fotograf und Lehrer                                                                           | 85    |       |
| 28. Dezember | Edward C. Carfagno                                   | US-amerikanischer Filmarchitekt                                                                         | 89    |       |
| 28. Dezember | Franz Christoph                                      | deutscher Publizist, Mitbegründer der Krüppelbewegung                                                   | 43    |       |
| 28. Dezember | Walter George                                        | US-amerikanischer Politiker (Republikanische Partei), Richter und Politikwissenschaftler                |       |       |
| 28. Dezember | Dieter Kaltenbach                                    | deutscher Unternehmer des Maschinenbaus                                                                 | 73    |       |
| 28. Dezember | Peter Mitzscherling                                  | deutscher Politiker                                                                                     | 68    |       |
| 28. Dezember | Laurent Négro                                        | französischer Unternehmer                                                                               |       |       |
| 28. Dezember | Hans Osel                                            | deutscher Bildhauer                                                                                     | 89    |       |
| 28. Dezember | Wassili Iwanowitsch Rakow                            | sowjetischer Pilot                                                                                      | 87    |       |
| 28. Dezember | W. Stanford Reid                                     | kanadischer Historiker und Hochschullehrer                                                              | 83    |       |
| 29. Dezember | Alma Birk, Baroness Birk                             | britische Journalistin und Politikerin                                                                  | 79    |       |
| 29. Dezember | Mireille Hartuch                                     | französische Sängerin, Komponistin und Schauspielerin                                                   | 90    |       |
| 29. Dezember | Dorothy Livesay                                      | kanadische Lyrikerin                                                                                    | 87    |       |
| 29. Dezember | Daniel Mayer                                         | französischer Journalist, Politiker (SFIO, PS), Mitglied der Nationalversammlung und Résistancemitglied | 87    |       |
| 29. Dezember | Fritz Pelikan                                        | österreichischer Politiker (ÖVP), Abgeordneter zum Nationalrat                                          | 62    |       |
| 29. Dezember | Ruth Poelzig                                         | deutsche Schauspielerin                                                                                 | 92    |       |
| 29. Dezember | Oswald Szemerényi                                    | ungarischer Etymologe mit Spezialgebiet Indogermanistik                                                 | 83    |       |
| 29. Dezember | Johan Trandem                                        | norwegischer Leichtathlet                                                                               | 97    |       |
| 29. Dezember | Günther Wille                                        | deutscher Klassischer Philologe und Musikhistoriker                                                     | 71    |       |
| 29. Dezember | Friedrich Zängerle                                   | deutscher Gewerkschafter und erster Betriebsratsvorsitzender der Adam Opel AG                           | 85    |       |
| 30. Dezember | Lew Ayres                                            | US-amerikanischer Schauspieler                                                                          | 88    |       |
| 30. Dezember | Abdoldjavad Falaturi                                 | deutsch-persischer Islamwissenschaftler                                                                 | 70    |       |
| 30. Dezember | Eugen Kramár                                         | slowakischer Architekt                                                                                  | 82    |       |
| 30. Dezember | Jack Nance                                           | US-amerikanischer Schauspieler                                                                          | 53    |       |
| 30. Dezember | Lew Iwanowitsch Oschanin                             | sowjetischer Schriftsteller und Dichter                                                                 | 84    |       |
| 30. Dezember | Karl Josef Partsch                                   | deutscher Jurist und Professor                                                                          | 82    |       |
| 30. Dezember | Broome Eric Pinniger                                 | indischer Hockeyspieler                                                                                 | 94    |       |
| 30. Dezember | Christoph Andreas Graf von Schwerin von Schwanenfeld | deutscher ARD-Korrespondent                                                                             | 63    |       |
| 30. Dezember | Keith A. Walker                                      | amerikanischer Filmschauspieler, Rundfunkmoderator und Drehbuchautor                                    | 61    |       |
| 31. Dezember | Walter Hahn                                          | deutscher Journalist und Radiomoderator                                                                 |       |       |
| 31. Dezember | Uvo Hölscher                                         | deutscher Klassischer Philologe                                                                         | 82    |       |
| 31. Dezember | Walter Lüden                                         | deutscher Fotograf                                                                                      | 82    |       |
| 31. Dezember | Georg Pulheim                                        | deutscher Ringer                                                                                        | 81    |       |
| 31. Dezember | Hans Schädel                                         | deutscher Architekt                                                                                     | 86    |       |
| 31. Dezember | Winston P. Wilson                                    | US-amerikanischer Offizier                                                                              | 85    |       |
| Dezember     | Leoncio Evita Enoy                                   | äquatorialguineischer Schriftsteller                                                                    | 67    |       |
| Dezember     | Eric Nelson                                          | britischer Offizier der Luftstreitkräfte des Vereinigten Königreichs                                    | 84    |       |